# Terminalia arostrata
Terminalia arostrata är en tvåhjärtbladig växtart som beskrevs av Alfred James Ewart och Davies. Terminalia arostrata ingår i släktet Terminalia och familjen Combretaceae. Inga underarter finns listade i Catalogue of Life.